# Coronaspis malesiana
Coronaspis malesiana är en insektsart som beskrevs av Sadao Takagi 1999. Coronaspis malesiana ingår i släktet Coronaspis och familjen pansarsköldlöss. Inga underarter finns listade i Catalogue of Life.